# Hàm Von Mangoldt
Trong toán học, hàm von Mangoldt là hàm số học được theo tên nhà toán học Đức Hans von Mangoldt. Nó là một trong những ví dụ quan trọng về hàm số học không nhân tính hay cộng tính.

## Định nghĩa
Hàm von Mangoldt, ký hiệu bởi Λ(n), được định nghĩa bởi
{\displaystyle \Lambda (n)={\begin{cases}\log p&{\text{if }}n=p^{k}{\text{ for some prime }}p{\text{ and integer }}k\geq 1,\\0&{\text{otherwise.}}\end{cases}}}
Giá trị của Λ(n) cho chín số nguyên dương đầu tiên là
{\displaystyle 0,\log 2,\log 3,\log 2,\log 5,0,\log 7,\log 2,\log 3,}
liên quan tới (dãy số A014963 trong bảng OEIS).
Hàm tổng von Mangoldt, ψ(x), còn được gọi là hàm Chebyshev thứ hai, được định nghĩa bởi
{\displaystyle \psi (x)=\sum _{n\leq x}\Lambda (n).}

## Các tính chất
Hàm von Mangoldt thỏa mãn định thức sau:
{\displaystyle \log(n)=\sum _{d\mid n}\Lambda (d).}
Tổng được lấy trên tất cả các số nguyên d là ước của n . Điều này được chứng minh bởi định lý cơ bản của số học, vì giá trị hàm của các phần tử không phải là lũy thừa của số nguyên tố bằng 0 . Ví dụ, xét trường hợp n = 12 = 22 × 3 , khi đó:
{\displaystyle {\begin{aligned}\sum _{d\mid 12}\Lambda (d)&=\Lambda (1)+\Lambda (2)+\Lambda (3)+\Lambda (4)+\Lambda (6)+\Lambda (12)\\&=\Lambda (1)+\Lambda (2)+\Lambda (3)+\Lambda \left(2^{2}\right)+\Lambda (2\times 3)+\Lambda \left(2^{2}\times 3\right)\\&=0+\log(2)+\log(3)+\log(2)+0+0\\&=\log(2\times 3\times 2)\\&=\log(12).\end{aligned}}}
Bằng phép nghịch đảo Möbius, ta được 
{\displaystyle \Lambda (n)=-\sum _{d\mid n}\mu (d)\log(d)\ .}
Với mọi {\displaystyle x\geq 1}, ta có 
{\displaystyle \sum _{n\leq x}{\frac {\Lambda (n)}{n}}=\log x+O(1).}
Ngoài ra, tồn tại hai hằng số {\displaystyle c_{1}} và {\displaystyle c_{2}} sao cho
{\displaystyle \psi (x)\leq c_{1}x,}
với mọi {\displaystyle x\geq 1}, và
{\displaystyle \psi (x)\geq c_{2}x,}
cho mọi x đủ lớn.

## Chuỗi Dirichlet
Hàm von Mangoldt function đóng vai trò quan trọng trong lý thuyết của chuỗi Dirichlet, và cụ thể hơn là hàm zeta Riemann. Ví dụ chẳng hạn, ta có
{\displaystyle \log \zeta (s)=\sum _{n=2}^{\infty }{\frac {\Lambda (n)}{\log(n)}}\,{\frac {1}{n^{s}}},\qquad {\text{Re}}(s)>1.}
Đạo hàm lôgarit của nó như sau
{\displaystyle {\frac {\zeta ^{\prime }(s)}{\zeta (s)}}=-\sum _{n=1}^{\infty }{\frac {\Lambda (n)}{n^{s}}}.}
Các công thức trên là trường hợp đặc biệt của dạng tổng quát trên chuỗi Dirichlet.  Nếu ta có
{\displaystyle F(s)=\sum _{n=1}^{\infty }{\frac {f(n)}{n^{s}}}}
với {\displaystyle f(n)} là hàm nhân đầy đủ và chuỗi hội tụ khi Re(s) > σ0, thì
{\displaystyle {\frac {F^{\prime }(s)}{F(s)}}=-\sum _{n=1}^{\infty }{\frac {f(n)\Lambda (n)}{n^{s}}}}
hội tụ khi Re(s) > σ0.

## Hàm Chebyshev
Hàm Chebyshev thứ hai ψ(x) là hàm tổng của hàm von Mangoldt:
{\displaystyle \psi (x)=\sum _{p^{k}\leq x}\log p=\sum _{n\leq x}\Lambda (n)\ .}
Hàm được giới thiệu bởi Pafnuty Chebyshev, nhà toán học này dùng nó để chứng minh bậc của hàm đếm số nguyên tố {\displaystyle \pi (x)} là {\displaystyle x/\log x}. Von Mangoldt đưa ra bài chứng minh chặt chẽ cho một công thức cụ thể cho ψ(x) bao gồm tổng trên các trên không điểm không tầm thường của hàm zeta Riemann. Nội dung này đóng vai trò quan trọng trong bài chứng minh đầu tiên cho định lý số nguyên tố.
Ta có thể tìm biến đổi Mellin của hàm Chebyshev bằng cách áp dụng công thức Perron:
{\displaystyle {\frac {\zeta ^{\prime }(s)}{\zeta (s)}}=-s\int _{1}^{\infty }{\frac {\psi (x)}{x^{s+1}}}\,dx}
đẳng thức chỉ đúng khi Re(s) > 1.